# Оливие Груяр
Оливие Груяр (на френски: Olivier Grouillard) е бивш пилот от Формула 1.
Роден на 2 септември 1958 година в Тулуза, Франция.
През 1984 г. Груяр побеждава във френската Формула 3. От 1985 до 1988 г. се състезава във Формула 3000, като в началото не е убедителен, но в последния сезон подобрява постиженията си.

## Формула 1
Оливие Груяр прави своя дебют във Формула 1 в Голямата награда на Бразилия през 1989 година. В световния шампионат записва 62 състезания като записва 1 точка.